# Giosberto de Luci
Giosberto de Luci, (o Josbert de Lucy, di Lucy, in latino: Josbertus de Luci, Gosbertus de Luciaco)  (Lucy, XI secolo – XII secolo), è stato un nobile normanno.

## Biografia
Capostipite in Italia dei De Luci , famiglia baronale normanna originaria di Lucy , vicino a Dieppe in Alta Normandia , arrivata nell'Italia meridionale nella seconda metà dell'XI secolo, Giosberto de Luci appartenne a uno dei più importanti lignaggi della Normandia ducale . 
Giosberto de Luci sposò Muriella, figlia terzogenita del sovrano normanno il Gran Conte Ruggero I d'Altavilla e di Eremburga di Mortain, anch'essa di stirpe normanna discendente dei conti di Mortain. 
Dal matrimonio tra Giosberto e Muriella, nacquero 
- Bartolomeo de Luci, conte di Paternò dal 1194 al 1200, conte di Butera e Maestro Giustiziere della Calabria;
- Alfonso de Luci (Anfuso de Luci, Alphonse de Luci o de Lucy, in latino: Anfusus de Luci) signore di Petterana, nei pressi di Vicari e Caccamo, che descrisse se stesso in un documento del 1171 come "consanguineo" del Re Guglielmo [6]. Ma secondo altre fonti, Alfonso sarebbe in realtà figlio di un Filippo de Luci, e quindi nipote di Giosberto e Muriella.

Fedelissimo del sovrano normanno, Giosberto de Luci ebbe possedimenti terrieri nei dintorni di Termini Imerese, Vicari e nei pressi della residenza del Gran Conte Ruggero a Mileto in Calabria. 
Membri della famiglia de Luci, arrivati anche in Inghilterra dalla natia Normandia, sotto il regno di Guglielmo il Conquistatore, annoverarono tra i loro familiari, Fulbert de Luci, signore del Castello di Chilham nel Kent, Richard de Luci, Gran Giustiziere d'Inghilterra, Walter de Luci, abate dell'abbazia di Battle, nell'East Sussex, Godfrey de Luci, vescovo di Winchester.